# آلو بخارا
آلو بخارا، آلو خرمایی، گوجهٔ وحشی، آلوچه یا هلاله (نام علمی: Prunus spinosa) نوعی آلوست که اصالت آن مربوط به اروپا، غرب آسیا و مناطقی از شمال شرق آفریقاست. این درخت همچنین به‌طور موضعی در برخی از نواحی آمریکای شمالی و نیوزیلند نیز می‌روید.

## رشد
درختان آلو از سه‌سالگی به بعد میوه‌دهی خود را آغاز می‌کنند. درختان آلو پیش از برگ‌دهی، گل‌دهی را شروع می‌کند و در زمان تشکیل میوه برگ‌دهی نیز شروع می‌شود؛ بنابراین درخت آلو در طول تابستان و پیش از ریزش برگ‌ها در پاییز بایستی به اندازهٔ کافی در اندام خود انرژی ذخیره کند تا به رشد اولیهٔ میوه در بهار کمک نماید. اگر برگ‌های درخت هر چه زودتر زرد شده یا دچار ریزش شوند، لذا درخت قادر نخواهد بود انرژی کافی برای رشد اولیهٔ درخت ذخیره نماید؛ در نتیجه میوه‌ها به علت رشد ضعیف، دچار ریزش می‌شوند.

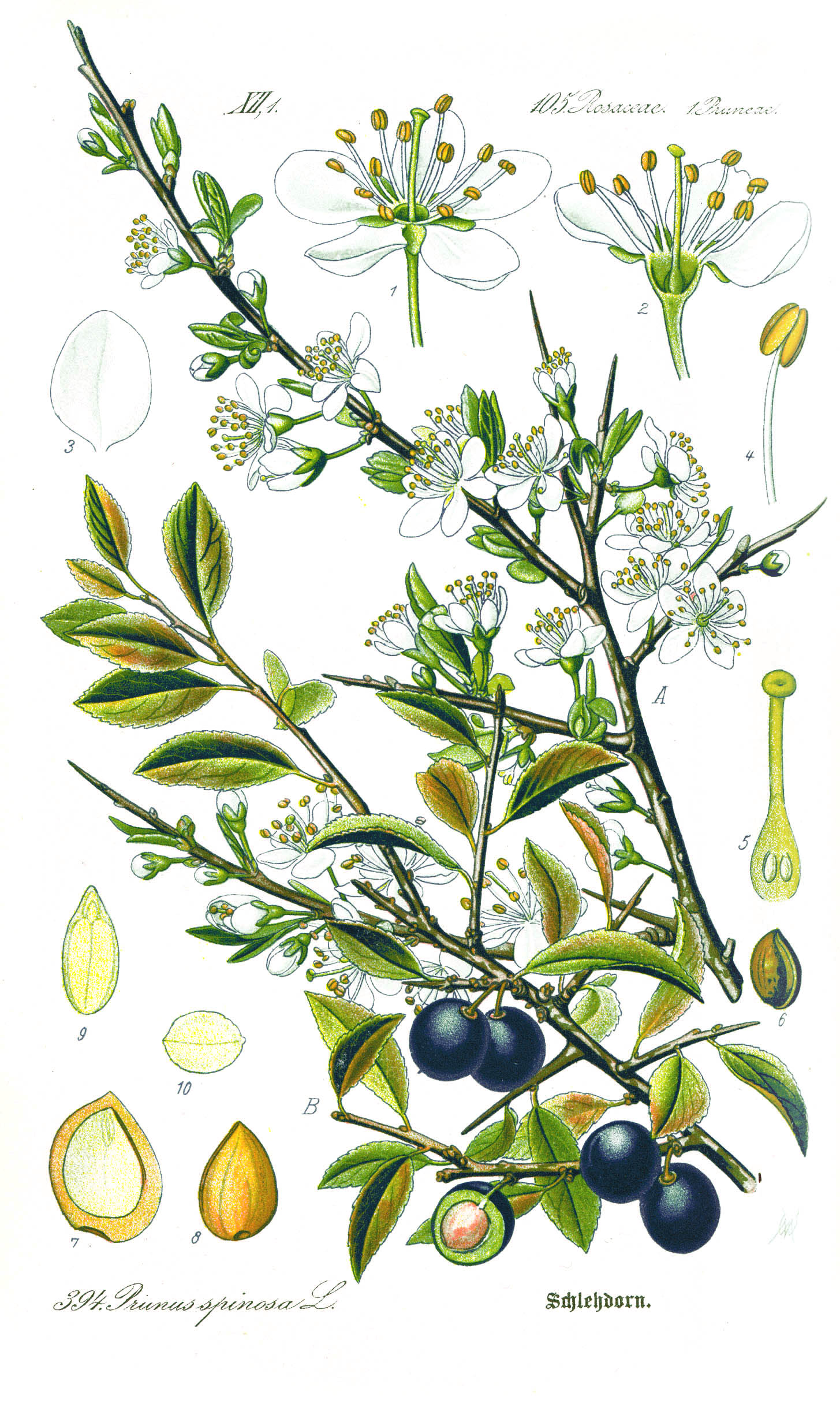